# Dusona brischkei
Dusona brischkei là một loài tò vò trong họ Ichneumonidae.